# Ignacy Łagodzic
Ignacy Łagodzic (zm. 3 lipca 1901) – polski inżynier drogowy, c. k. urzędnik, działacz społeczny.

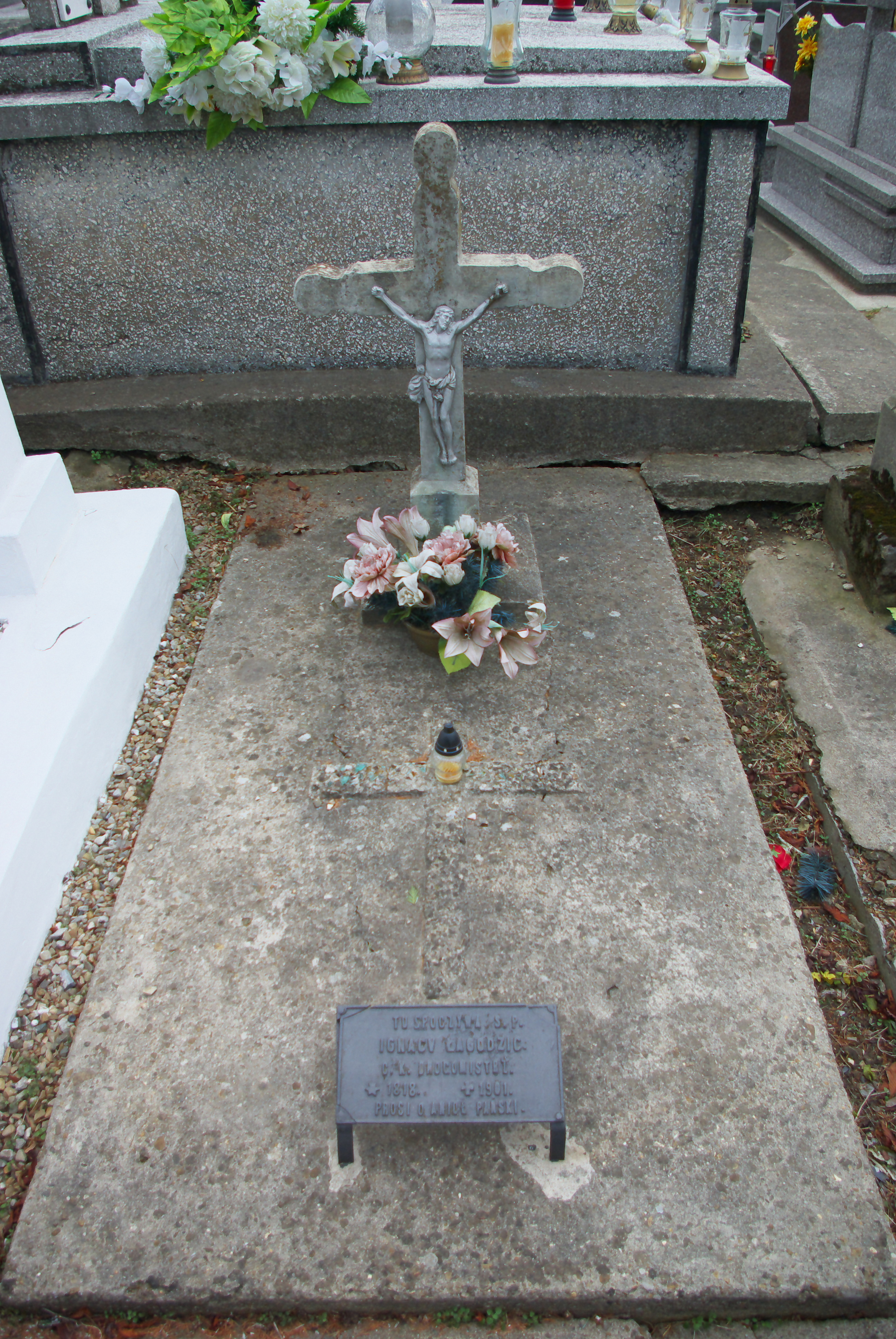
Nagrobek Ignacego Łagodzica

## Życiorys
Był synem Jana. Od około 1859 sprawował stanowisko c. k. drogomistrza rządowego 2. klasy (Wegmeister) w obwodzie budowy dróg (Strassenbaubezirk) w strukturze cyrkułu sanockiego. Po dokonanej reformie administracyjnej od 1867 był jedynym drogomistrzem przy starostwie c. k. powiatu sanockiego do połowy lat 70. XIX wieku.
Był członkiem sanockiego gniazda Polskiego Towarzystwa Gimnastycznego „Sokół” od jego założenia w 1889, pełniąc funkcję zastępcy członka sądu honorowego. Pod koniec XIX wieku był członkiem zwyczajnym Macierzy Szkolnej dla Księstwa Cieszyńskiego.
Zmarł 3 lipca 1901 w wieku 74 lat. Został pochowany na cmentarzu przy ul. Rymanowskiej w Sanoku 5 lipca 1901
Był żonaty z Anną z domu Miksik wzgl. Mikschik (zm. w 1915 w wieku 78 lat). Jego dziećmi byli: Ignacy I (zm. 1863 w wieku 10 lat), Eugenia Maria (ur. 1863, w 1895 jej mężem został Kosma Fedyna, urzędnik podatkowy z Przemyśla), Emilian Hipolit (1865-1888, słuchacz medycyny), Julianna (zm. 1860 w wieku niespełna 2 lat), Stanisław (zm. w 1867 w wieku 6 lat), Jan Tytus Walerian (1867-1882), Julian Walerian (1868-1938, dyrektor maszyn), Tomasz Henryk (1868-1870), Teodor Franciszek (ur. 1870), Kornel (ur., zm. 1872), Ignacy Jan (ur. 1873)), Bronisława Anna (1875-1876), Euzebiusz Marian (1877-1882), Eleonora Julia (1879-1890). Wraz z rodziną zamieszkiwał w Posadzie Olchowskiej pod Sanokiem.